# Орден Дубовой короны
Орден Дубовой короны (фр. Ordre de la couronne de Chêne) — государственная награда Великого герцогства Люксембург.

## История
В 1840 году в Нидерландах была принята конституция, значительно ограничившая самодержавные права короля Вильгельма II, в том числе в его праве награждать по своему усмотрению орденами королевства. Вильгельм II воспользовавшись своим вторым титулом — Великого герцога Люксембургского (Люксембург находился в личной унии с Нидерландами), 29 декабря 1841 года учредил люксембургский орден Дубовой короны, которым уже мог распоряжаться по своему усмотрению.
В нидерландский период истории Люксембурга орденом награждалось довольно мало люксембуржцев (менее трети) и основное количество награждённых составляли голландцы и иностранцы вплоть до 1890 года, когда вследствие смерти Вильгельма III личная уния между Нидерландами и Люксембургом была прервана. С этого момента орден Дубовой Короны стал чисто люксембургским орденом, новый великий герцог Адольф Нассау продолжил награждение орденом. В настоящее время орден Дубовой короны является третьим по старшинству в иерархии люксембургских наград.

## Степени
Первоначально орден имел четыре степени — Большой крест, рыцарь со звездой, командор и рыцарь.
5 февраля 1858 года, при изменении статута ордена, количество степеней было увеличено до пяти:
- Большой Крест — знак ордена на широкой ленте через правое плечо и звезда на левой стороне груди.
- Великий офицер — знак ордена на шейной ленте и звезда на левой стороне груди.
- Командор — знак ордена на шейной ленте.
- Офицер, с 5 февраля 1858 года — знак ордена на нагрудной ленте с розеткой.
- Рыцарь (Кавалер) — знак ордена на нагрудной ленте.

Также ордену принадлежит медаль в трёх степенях: золотая, серебряная и бронзовая.

## Описание ордена
Знак ордена представляет собой равноконечный золотой крест белой эмали. В центре креста находится круглый медальон зеленой эмали с широким золотым ободком, на котором помещён золотой вензель короля Вильгельма II — коронованная готическая литера «W». К кресту офицерской степени добавляется золотой дубовый венок между плечами креста.
Нагрудная звезда Большого креста и кавалера со звездой до 1858 года представляла собой серебряный мальтийский крест, на котором помещался медальон, аналогичный медальону знака и обрамленный кольцом красной эмали с надписью «JE MAINTIENDRAI» ("Я выстою", "Я сберегу"). Медальон обрамлён венком зелёной эмали из дубовых листьев. После 1858 года нагрудная звезда Большого креста стала представлять собой серебряную восьмиконечную звезду с аналогичным медальоном и венком, а старая звезда стала служить отличием степени Великого офицера.
Лента ордена — шёлковая муаровая, оранжевая (до 1858 года жёлтая), с тремя тёмно-зелёными полосами. Ширина ленты Большого креста — 100 мм, Великого офицера — 50 мм, командора, офицера и кавалера — 37 мм.
Медали ордена представляют собой восьмиугольник, образуемый вписанным в него знаком ордена и заполненным пространством между плечами креста.

## Иллюстрации
- Знак Большого креста
- Звезда Большого креста

## Условия награждения
Орден Дубовой короны предназначен для вознаграждения граждан Люксембурга за заслуги в военной и гражданской службе. Также могут награждаться иностранцы.
Награждение более высокой степенью ордена может быть произведено не ранее пяти лет после предыдущего награждения.
После награждения более высокой степенью ордена знаки младшей степени полагается возвращать в Государственное министерство. Так же требуется возвращать знаки ордена и после смерти награждённого.